# Ernest Nagel
Ernest Nagel (16 de novembro de 1901, em Nové Mesto nad Váhom, Bohemia (parte da Áustria-Hungria - 20 de setembro de 1985) foi um filósofo e professor universitário.
Foi para os Estados Unidos quando tinha dez anos de idade. Naturalizou-se como cidadão norte-americano em 1919, e recebeu sua a educação superior inteiramente nos Estados Unidos. Em 1925 fez seu mestrado em filosofia, e em 1931, obteve um doutoramento em filosofia pela Universidade de Columbia. Fez parte do corpo docente de Columbia de 1931 a 1970, com excepção do ano académico 1966-1967, quando aceitou um cargo na Universidade de Rockefeller. De 1967 a 1970 ocupou o cargo de professor universitário na Universidade de Columbia, e continuou a ser ativo nos assuntos intelectuais da universidade depois de sua aposentadoria, incluindo seminários e cursos pedagógicos. É visto como uma das principais figuras do movimento positivista lógico. Ernest Nagel morreu em Nova York em 20 de setembro de 1985.

## Causalidade, natureza das explicações científicas e leis
O tema geral da causalidade, e também a natureza das explicações científicas e leis, são temas a que Nagel retornava repetidas vezes em sua carreira. Sua mais ampla discussão sobre estes temas pode ser encontrada em seu livro do magistério, "The Structure of Science" (A estrutura da Ciência>), que tem como subtítulo "Problems in the Logic of Scientific Explanation" (Problemas na lógica da explicação científica).